# Lytton Indian Reserve 4E
Lytton Indian Reserve 4E är ett reservat i Kanada.   Det ligger i provinsen British Columbia, i den södra delen av landet, 3 400 km väster om huvudstaden Ottawa.
I omgivningarna runt Lytton Indian Reserve 4E växer i huvudsak barrskog. Trakten runt Lytton Indian Reserve 4E är nära nog obefolkad, med mindre än två invånare per kvadratkilometer.